# Ariel Kleiman
Ariel Kleiman (Melbourne, Austràlia, 1985) és un director de cinema australià establert a Londres.

## Biografia
Kleiman va néixer en una família de jueus a Melbourne, Austràlia; els seus pares van emigrar d'Odessa, Ucraïna a la dècada de 1970. Es va graduar al Victorian College of the Arts el 2010, on va estudiar cinema i televisió. Actualment està desenvolupant el seu primer llargmetratge, amb la productora Warp Films.

## Treballs
La pel·lícula de segon any de l'escola de cinema de Kleiman, Young Love, es va estrenar al Festival de Cinema de Sundance l'any 2010 on va rebre una menció honorífica en la realització de curtmetratges. Aquell mateix any. es va presentar al número 11 del DVD trimestral Wholphin de Mcsweeny. Al maig de 2010, la pel·lícula de graduació de Kleiman, Deeper Than Yesterday, es va estrenar a la Semaine de la Critique del Festival de Canes, on va rebre el premi Kodak Discovery al millor curtmetratge. Deeper Than Yesterday va ser guardonada amb els premis a la millor pel·lícula en més de 20 festivals de cinema, des de Leeds fins a Pequín, inclòs el Festival de Cinema de Sundance 2011, on va guanyar el Premi del Jurat en Cinema Internacional.
El 2010 Kleiman també va guanyar el premi SOYA Qantas Spirit of Youth i Inside Film Rising Talent award.
El 2012, el primer guió d'un llargmetratge de Kleiman va guanyar el premi Sundance Mahindra Global Filmmaking i va ser seleccionat per als Sundance Directors & Writers Labs. S'esperava que la pel·lícula comencés a produir-se el 2013. El 2015, Kleiman va estrenar un llargmetratge, Partisan, un thriller sobre assassins de nens, que havia de protagonitzar Oscar Isaac però finalment fou contractat Vincent Cassel.
Kleiman també va dirigir el vuitè episodi de la sèrie dramàtica de Showtime Yellowjackets, titulada "Flight of the Bumblebee". La membre del repartiment Melanie Lynskey va dir que "Flight of the Bumblebee" era el seu episodi preferit per filmar perquè Kleiman va permetre al repartiment "jugar" i improvisar diverses escenes.